# Шахта имени академика А. А. Скочинского
Шахта имени академика А. А. Скочинского — угольная шахта в г. Донецке (Кировский район), Украина. Входит в состав государственного объединения «Донецкая угольная энергетическая компания» (ГП «ДУЭК»). Ранее входила в состав треста «Донецкуголь».
Спроектирована институтом «Донгипрошахт» в 1959 году (проектное название «Петровская-Глубокая»); главный инженер проекта — А. Пискунов. Строительные работы по возведению шахты начаты в 1962 году; в эксплуатацию сдана 25 апреля 1975 года. Первый уголь шахта дала в ноябре 1975 года.
С пуском в эксплуатацию переименована в шахту имени академика А. А. Скочинского — академика, Героя Социалистического Труда, крупного учёного в области безопасности труда в угольной промышленности, награждённого пятью орденами Ленина.

## Характеристики
Шахте отведены границы площадью в 100 квадратных километров с запасами 150 млн тонн. Горные отводы площадью 223 км. Марки угля — Г, Ж, К, ОС, Т — коксующийся. Балансовые запасы угля по категориям А+В+С, — 177 802 тысяч тонн. Промышленные — 139 126 тысяч тонн, в том числе по разрабатываемому пласту h16 — 68 600 тысяч тонн. На балансе шахты состоят пласты: hВ10, hН8 (h8), h1В6, h16, h1Н6, h3.

## Особенности шахты
Горные работы ведутся на глубине 1200—1350 м. На момент открытия являлась самой глубокой угольной шахтой в мире. Сейчас в ряду самых глубоких. Она пришла на смену построенным ещё в начале XX века и устаревшим соседним шахтам, которые были уже не в состоянии освоить запасы угля на глубинах более 900 м.
Разработка угольных пластов осложнена уникальными по своей сложности и опасности геологическими условиями: высокой температурой пласта и вмещающих пород, высоким содержанием газа метана в угольных пластах, риском возникновения газодинамических явлений (агрессивное поведение угольного пласта и вмещающих пород, способных внезапно выбросить сотни тонн угля и десятки тысяч кубических метров газа метана). Данное обстоятельство послужило причиной ряда крупных аварий с большим количеством человеческих жертв.
Несмотря на потенциальную мощность, уровень добычи сильно ограничен нормативом Макеевского НИИ по безопасности работ в горной промышленности. Норма добычи составляет: 700 тысяч тонн в год, что существенно меньше, чем на других шахтах подобной глубины и мощности.

## Аварии с 1991 года
- 21 августа 1992 — взрыв метана; 17 погибших: 2 шахтёра и 15 горноспасателей;
- 4 апреля 1998 — взрыв метана; погибли 63 и травмирован 51 горняк;
- 28 ноября 2001 — внезапный выброс; погибли 7 человек;
- 8 июня 2009 — внезапный выброс во 2-й западной лаве; погибли 13 человек, 30 госпитализированы;
- 6 июня 2010 — внезапный выброс во 2-й западной лаве; погибло 5, 17 госпитализированы;
- 24 февраля 2012 — погиб 58-летний раздатчик взрывных материалов: шахтёра смертельно травмировал упавший на него элемент армировки ствола;
- 11 апреля 2014 — выброс метана во время проведения взрывных работ в 3-й восточной лаве, погибло 7 человек;
- 17 ноября 2020 — в 05:20 в выработке для изолированного отвода метана произошло самовозгорание угля. В 11:25 произошел взрыв метано-воздушной смеси. Погибли 4 человека.